# Ensenada, San Luis Potosí
Ensenada är en ort i Mexiko.   Den ligger i kommunen Axtla de Terrazas och delstaten San Luis Potosí, i den sydöstra delen av landet, 220 km norr om huvudstaden Mexico City. Ensenada ligger 106 meter över havet och antalet invånare är 577.
Terrängen runt Ensenada är kuperad söderut, men norrut är den platt. Runt Ensenada är det ganska tätbefolkat, med 179 invånare per kvadratkilometer. Närmaste större samhälle är Tampacan, 7,7 km öster om Ensenada. Omgivningarna runt Ensenada är en mosaik av jordbruksmark och naturlig växtlighet.